# Gaja (Justyna Steczkowska-dal)
A Gaja (magyarul: Gaia) a lengyel Justyna Steczkowska dala, mellyel Lengyelországot képviselte a 2025-ös Eurovíziós Dalfesztiválon Bázelben. A dal 2025. február 14-én, a Wielki finał polskich kwalifikacjin megszerzett győzelemmel érdemelte ki a dalversenyen való indulás jogát.

## Eurovíziós Dalfesztivál
2025. január 14-én vált hivatalossá, hogy az énekesnő dala bekerült a Wielki finał polskich kwalifikacji nemzeti döntő mezőnyébe. A dal 2025. február 14-én megnyerte a lengyel döntőt a nézők szavazatai által, így ez a dal képviselheti Lengyelországot a Eurovíziós Dalfesztiválon.
A dalt először a május 13-án rendezendő első elődöntőben, fellépési sorrendben másodikként adta elő, az Izlandot képviselő Væb Róa című dala után és a Szlovéniát képviselő Klemen How Much Time Do We Have Left? című dala előtt. Az elődöntőből sikeresen továbbjutott a május 17-i döntőbe, ahol fellépési sorrendben tizenötödikként lépett fel, az Olaszországot képviselő Lucio Corsi Volevo essere un duro című dala után és a Németországot képviselő Abor & Tynna Baller című dala előtt. A zsűri szavazáson huszonnegyedik helyen végezett 17 ponttal, míg a nézői szavazáson hetedik helyen végzett 139 ponttal (Írországtól és Izlandtól maximális pontot kapott), így összesítésben 156 ponttal a verseny tizennegyedik helyezettje lett.

## Dalszöveg
| They call me Gaia I’m the love I’m the life of all imagined The world drowns as it watches me cry I’ll be holding it close in my arms – A dal refrénje | Gaiának szólítanak Én vagyok a szerelem Én vagyok az összes elképzelt élet A világ megfullad, ahogy azt nézi, hogy sírok Szorosan fogom a karomban – A dal refrénje magyarul |

## Galéria

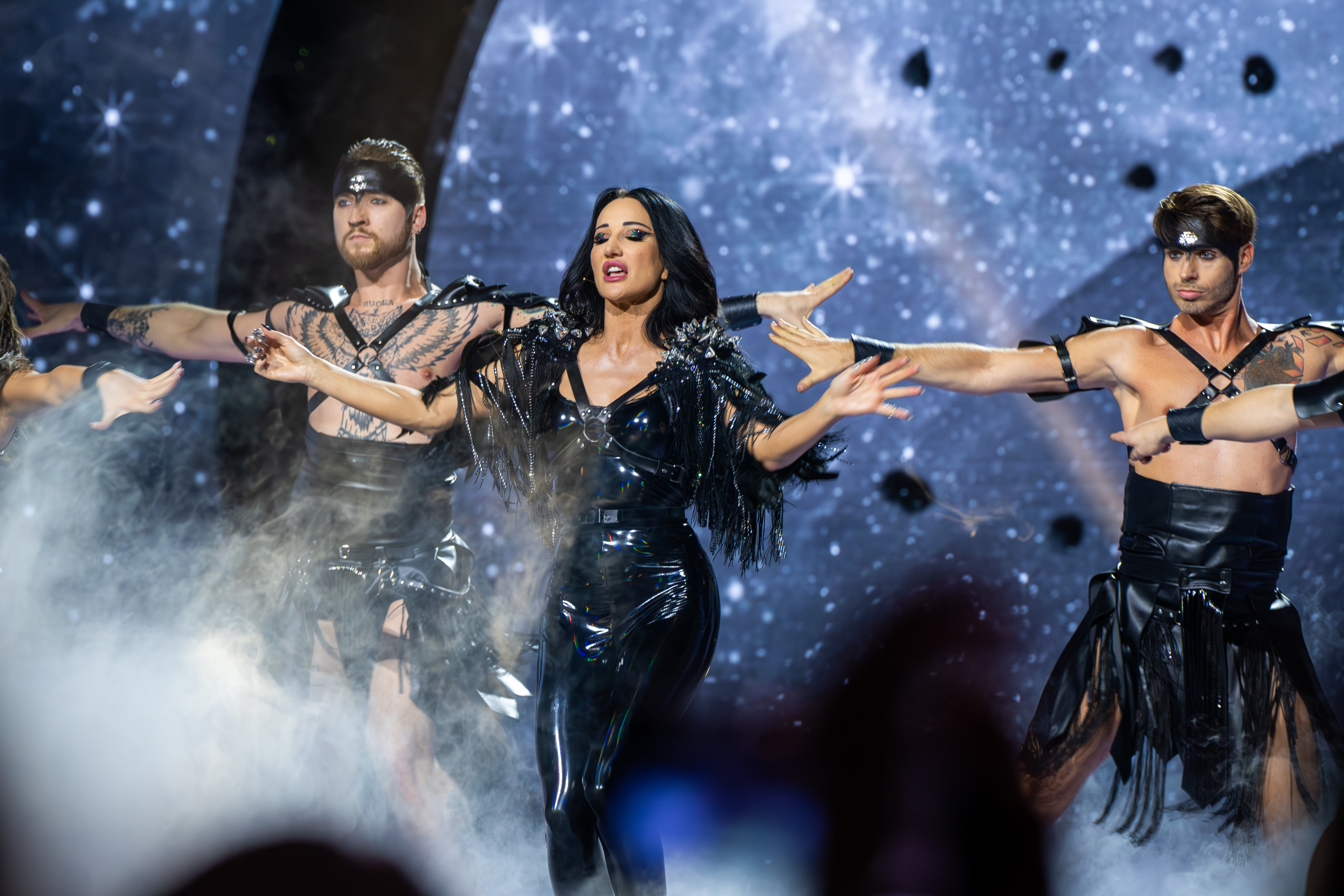
A lengyel nemzeti döntőben
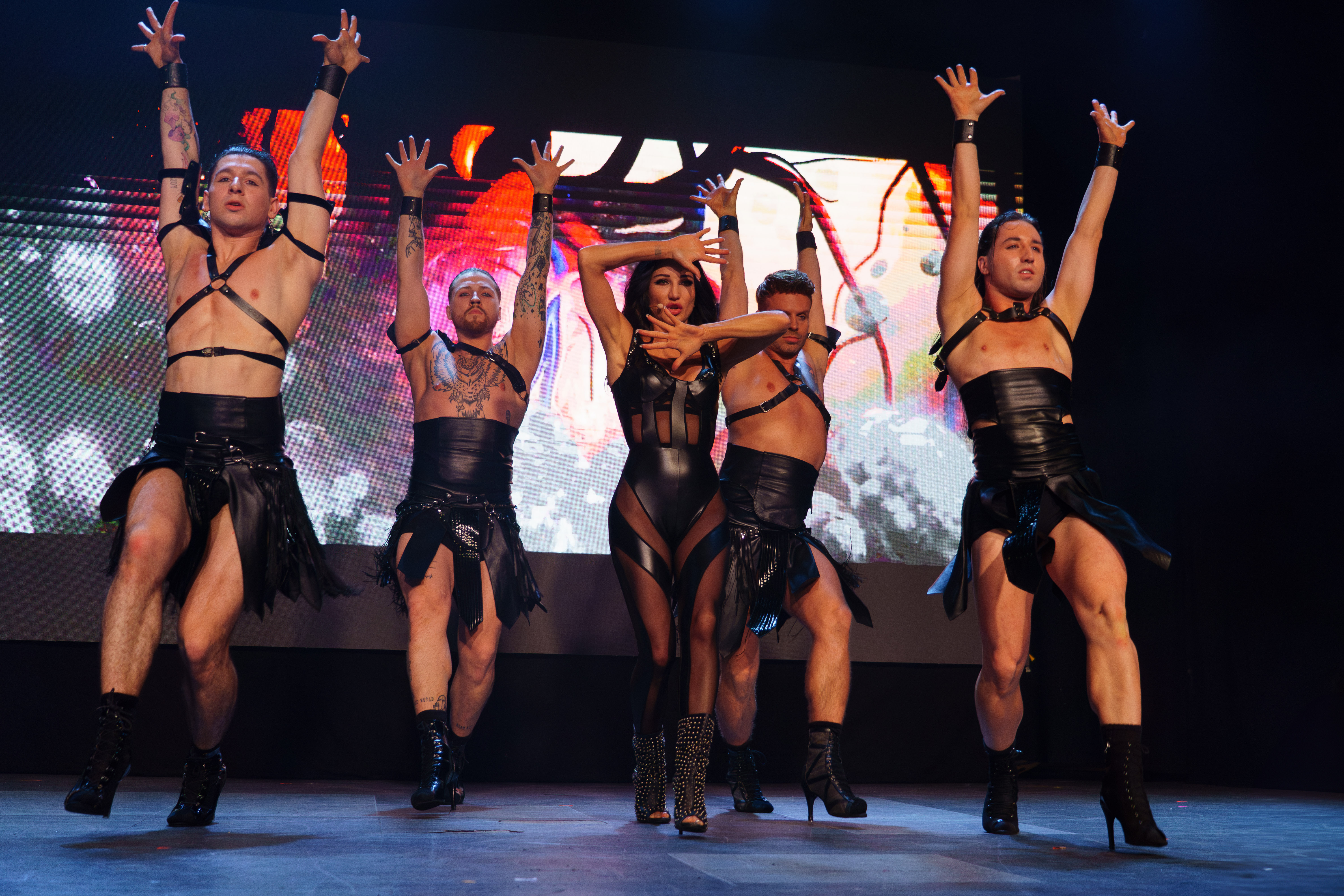
A madridi eurovíziós partin
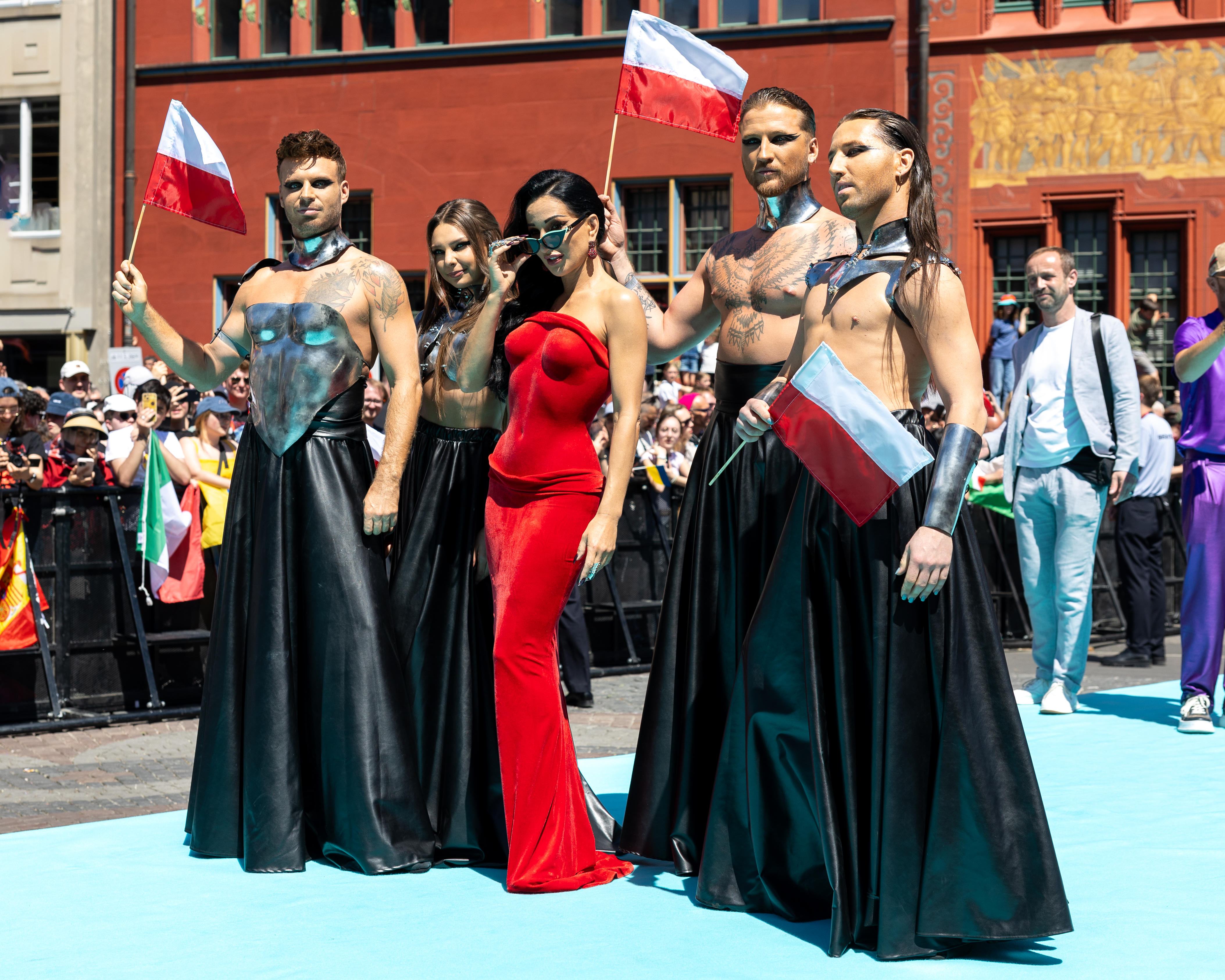
A megnyitóünnepségen
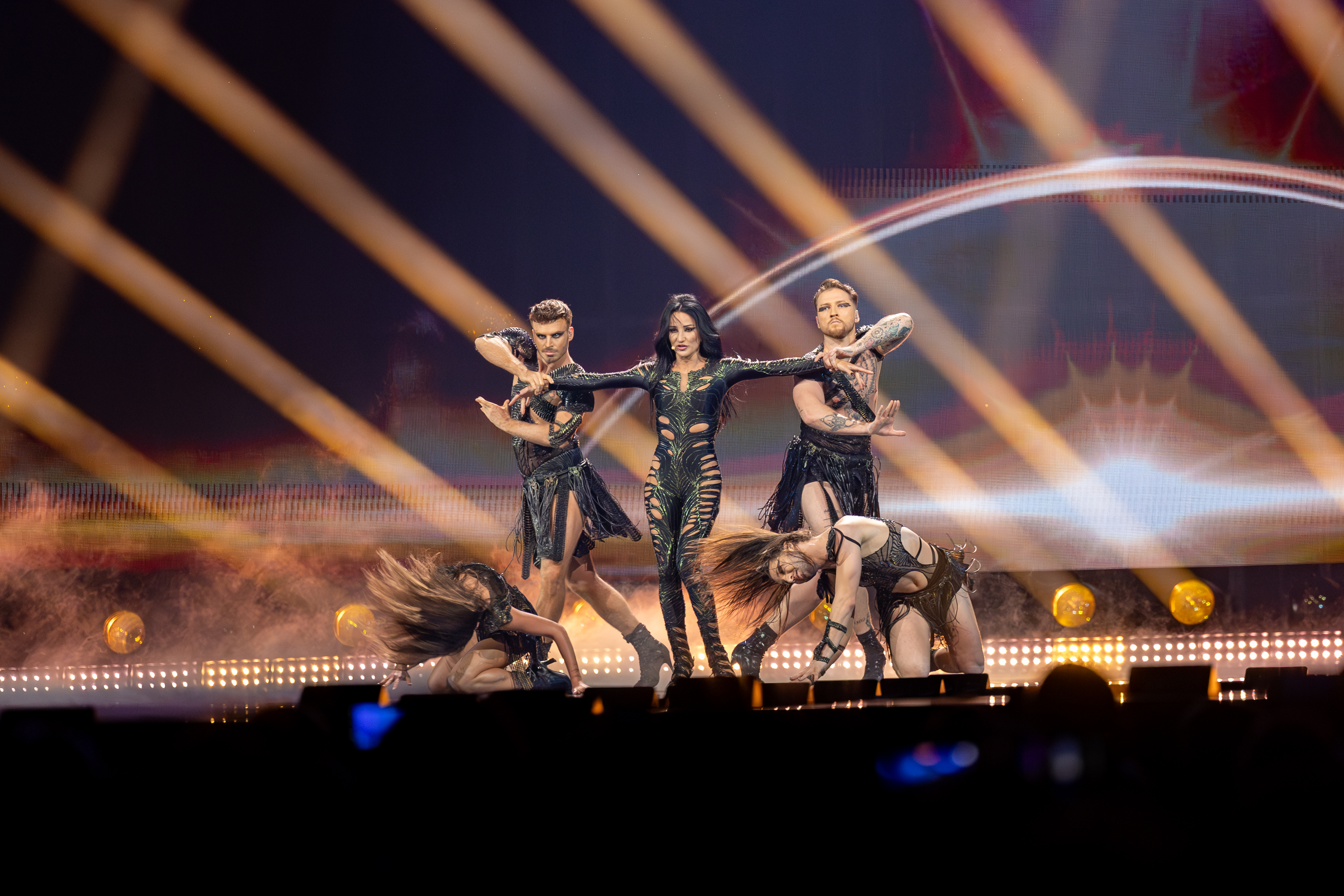
Az elődöntőben
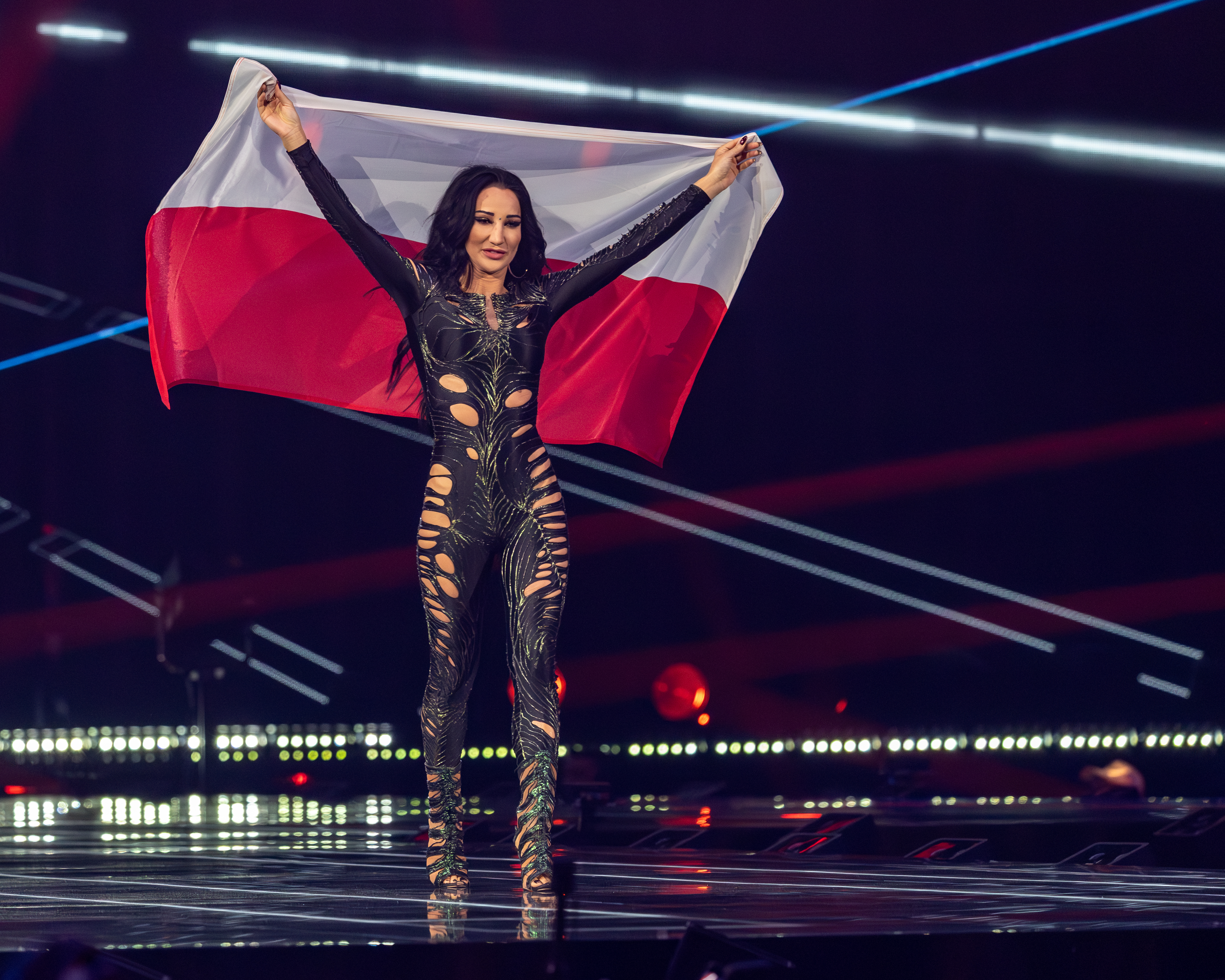
A döntő bevonulásán
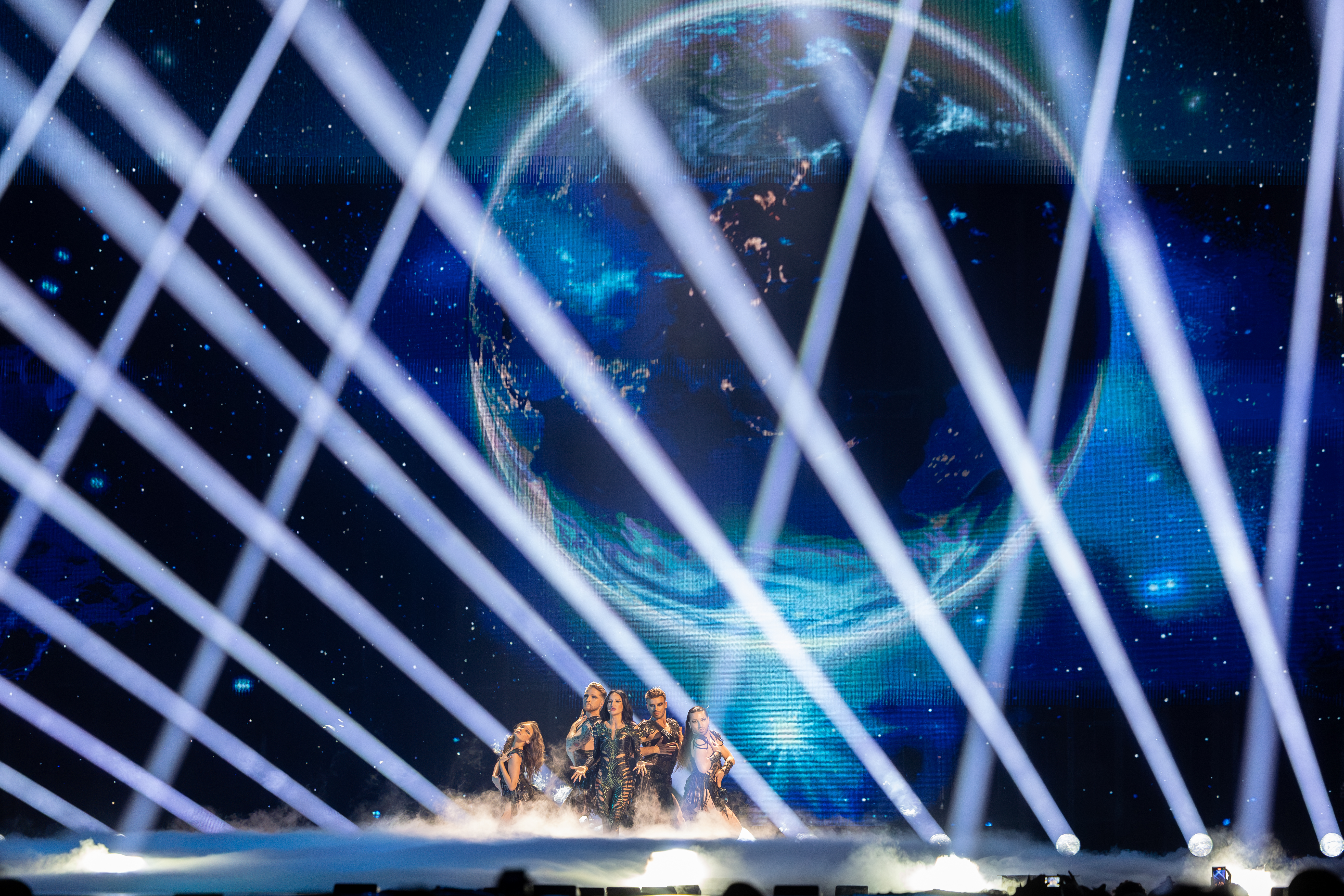
A döntőben